# General Mosconi (Formosa)
General Mosconi oder Mosconi (früher: El Chorro) ist die Hauptstadt des Departamento Ramón Lista in der Provinz Formosa im Norden Argentiniens. In der Klassifikation der Gemeinden der Provinz gehört sie zu den Gemeinden (Municipio) der 3. Kategorie.

## Geschichte
Das Gründungsjahr des Ortes ist 1901. Es wurde nach dem Erdölingenieur General Enrique Mosconi benannt.